# Virovac
Virovac (em cirílico: Вировац) é uma vila da Sérvia localizada no município de Mionica, pertencente ao distrito de Kolubara, na região de Kolubara Podgorina. A sua população era de 348 habitantes segundo o censo de 2011.

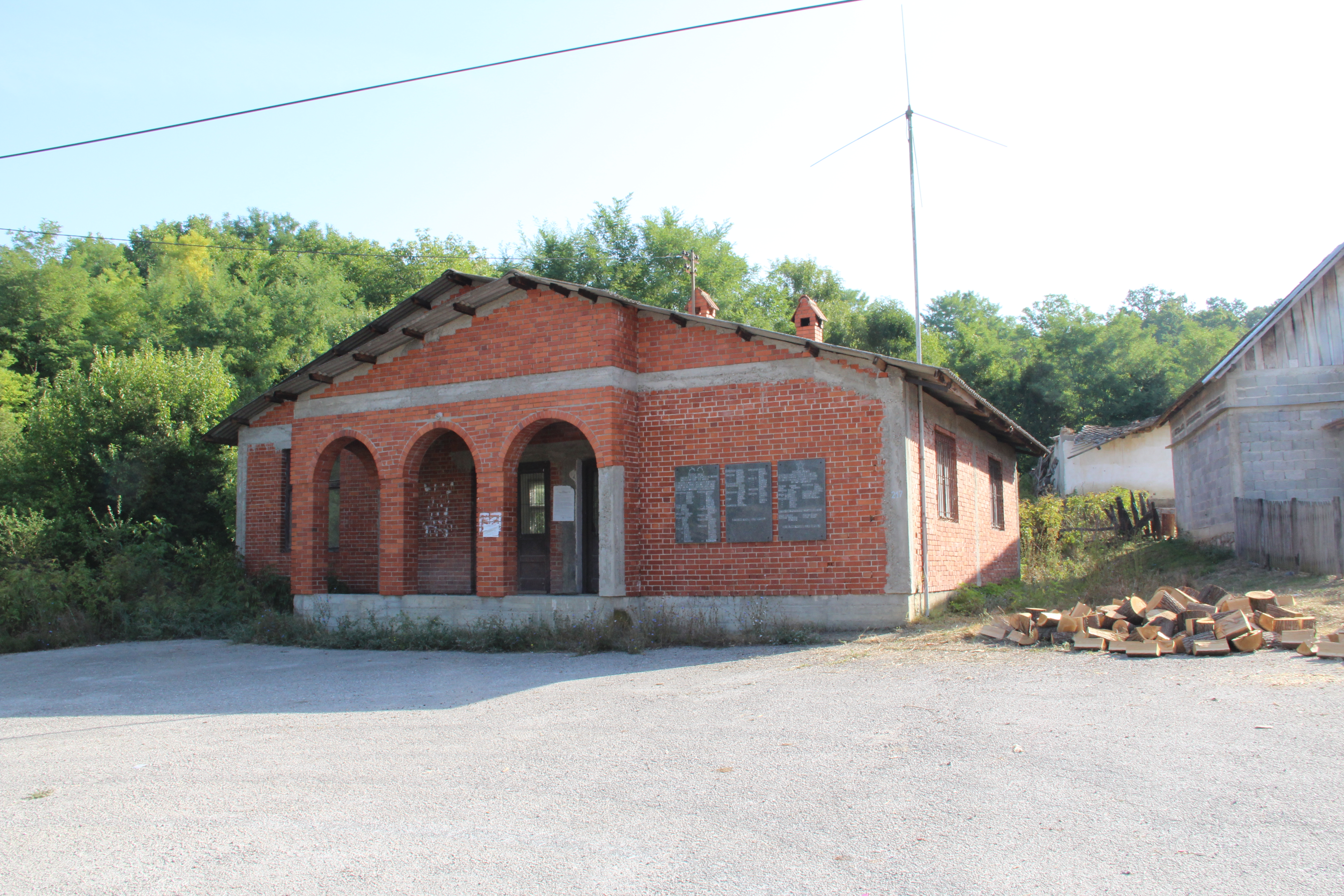
Virovac - Comunidade local
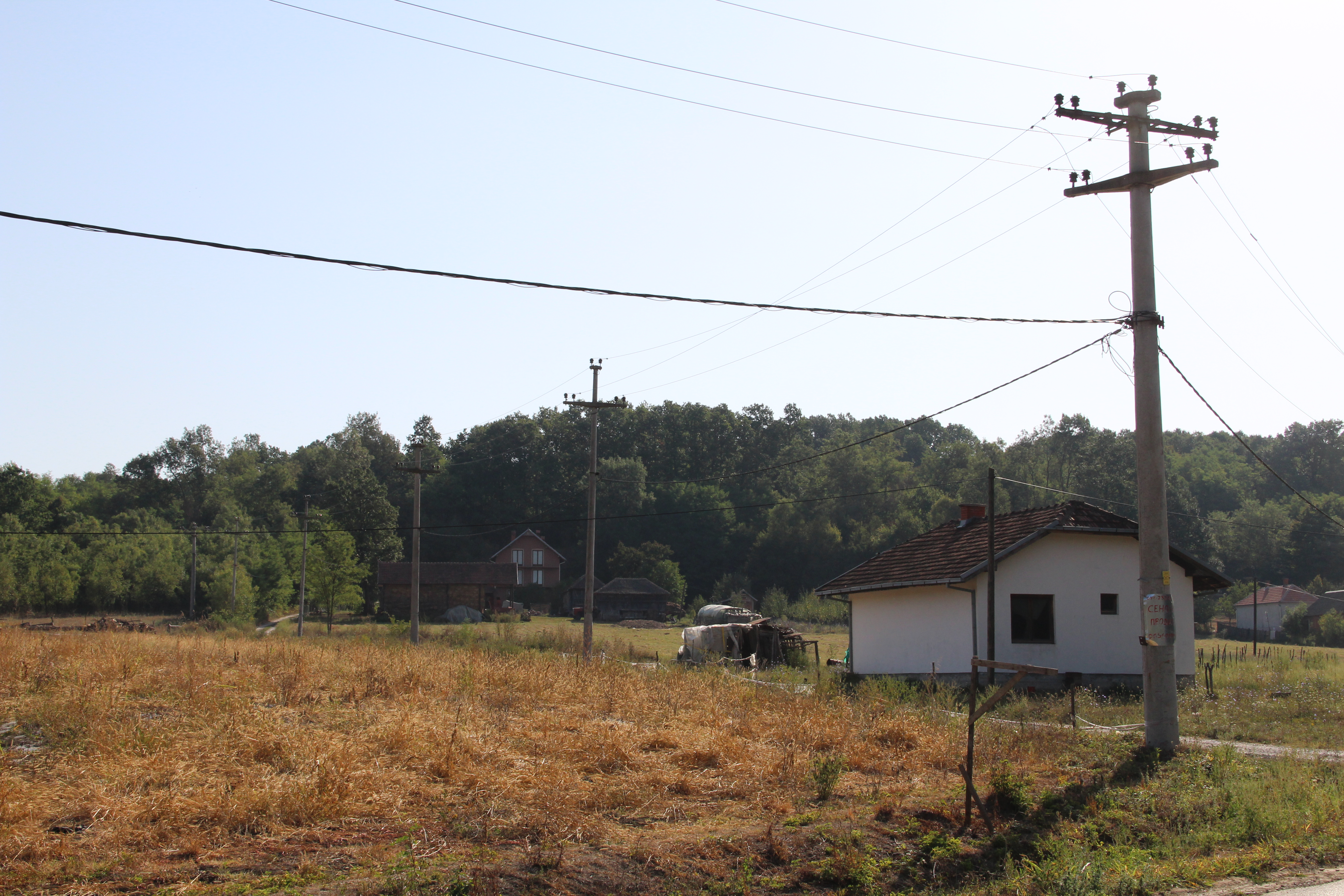
Virovac - Panorama
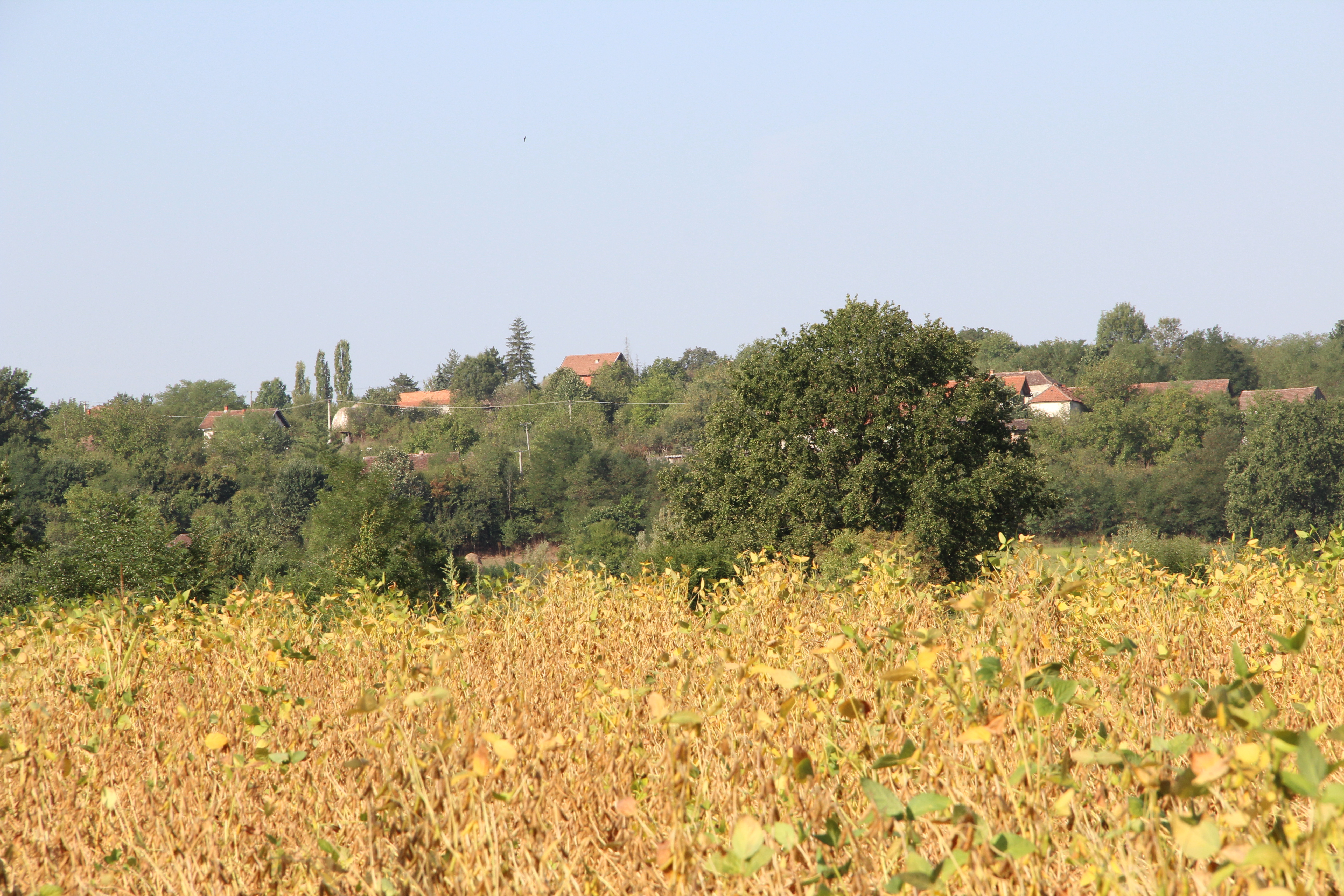
Virovac - Panorama
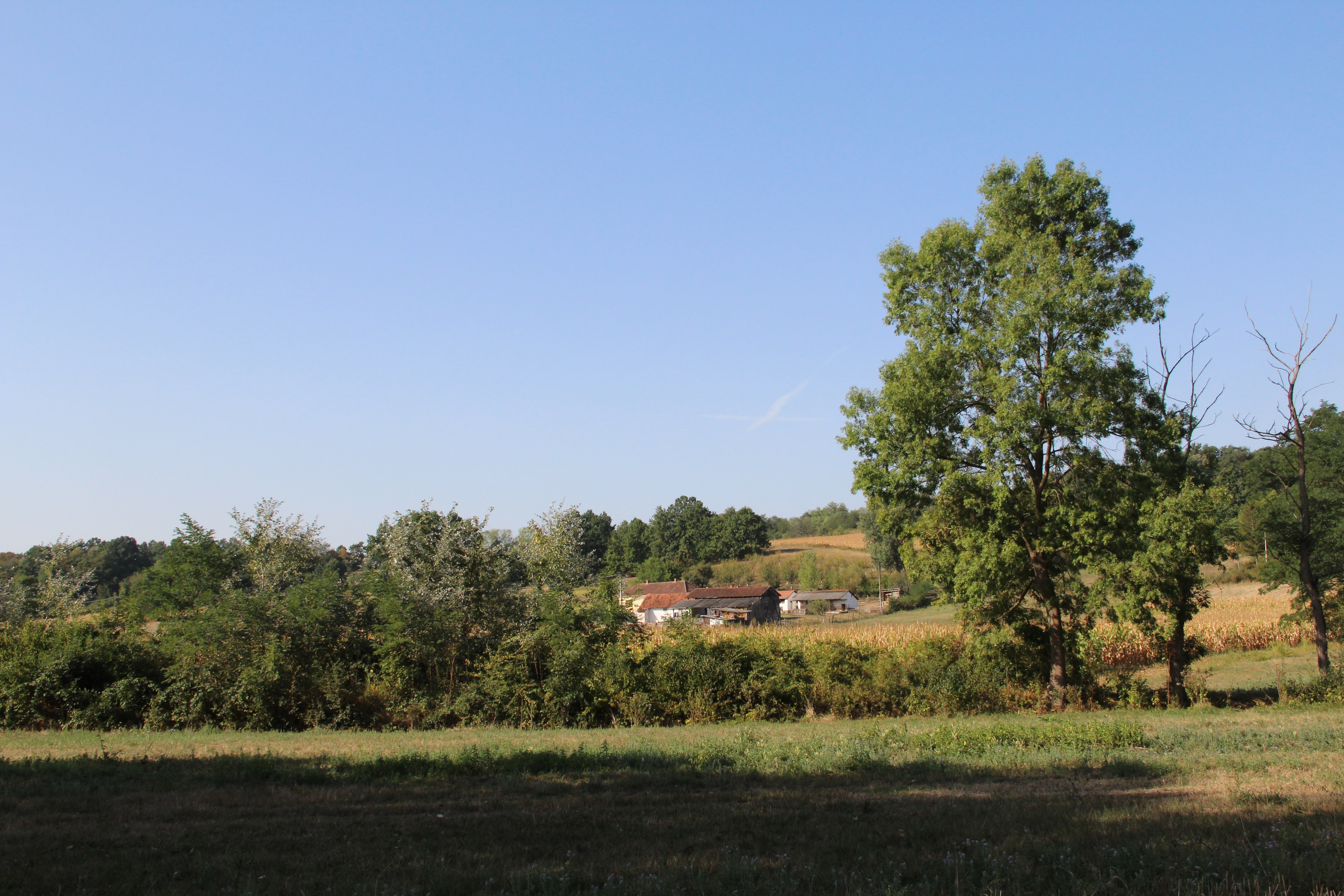
Virovac - Panorama
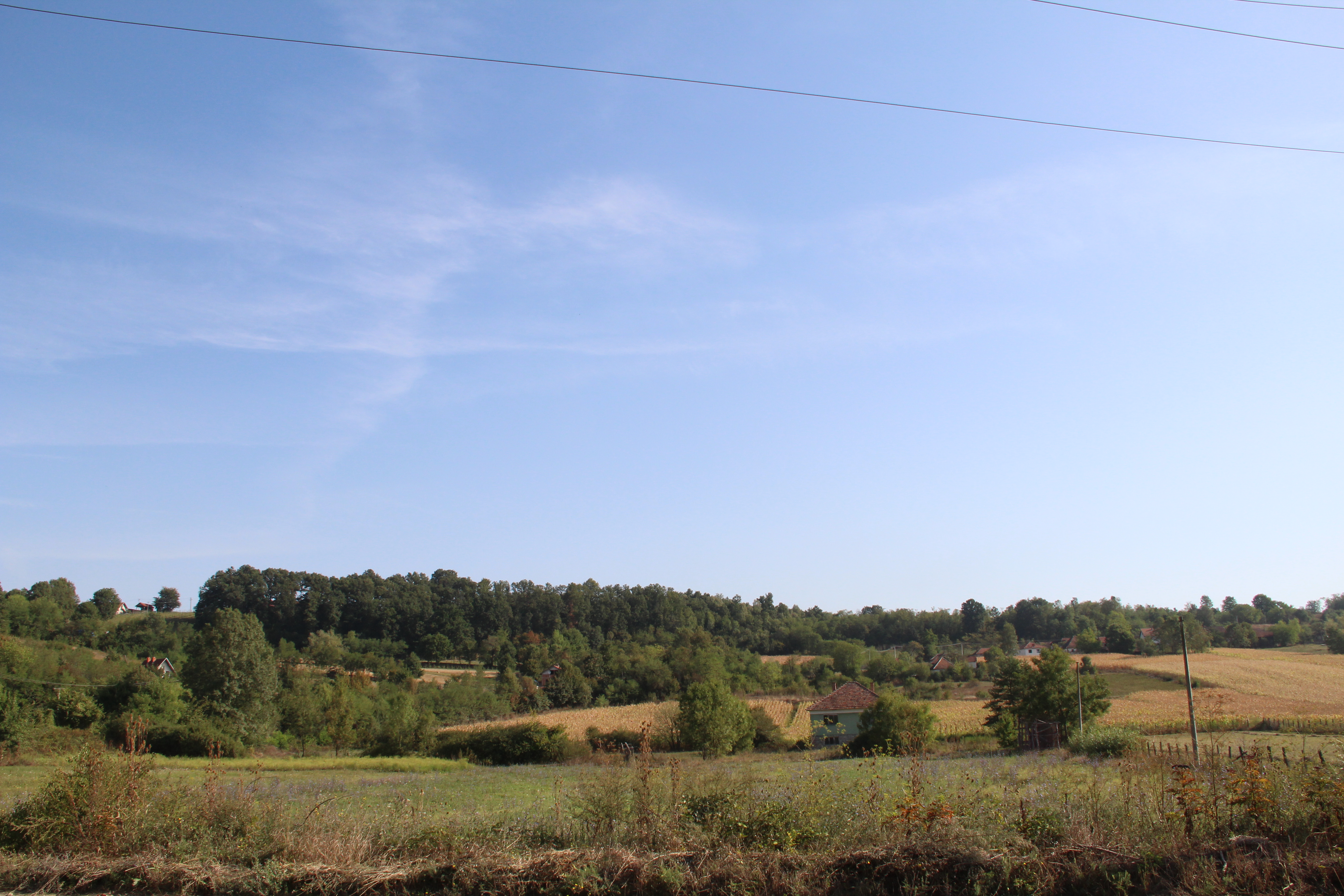
Virovac - Panorama
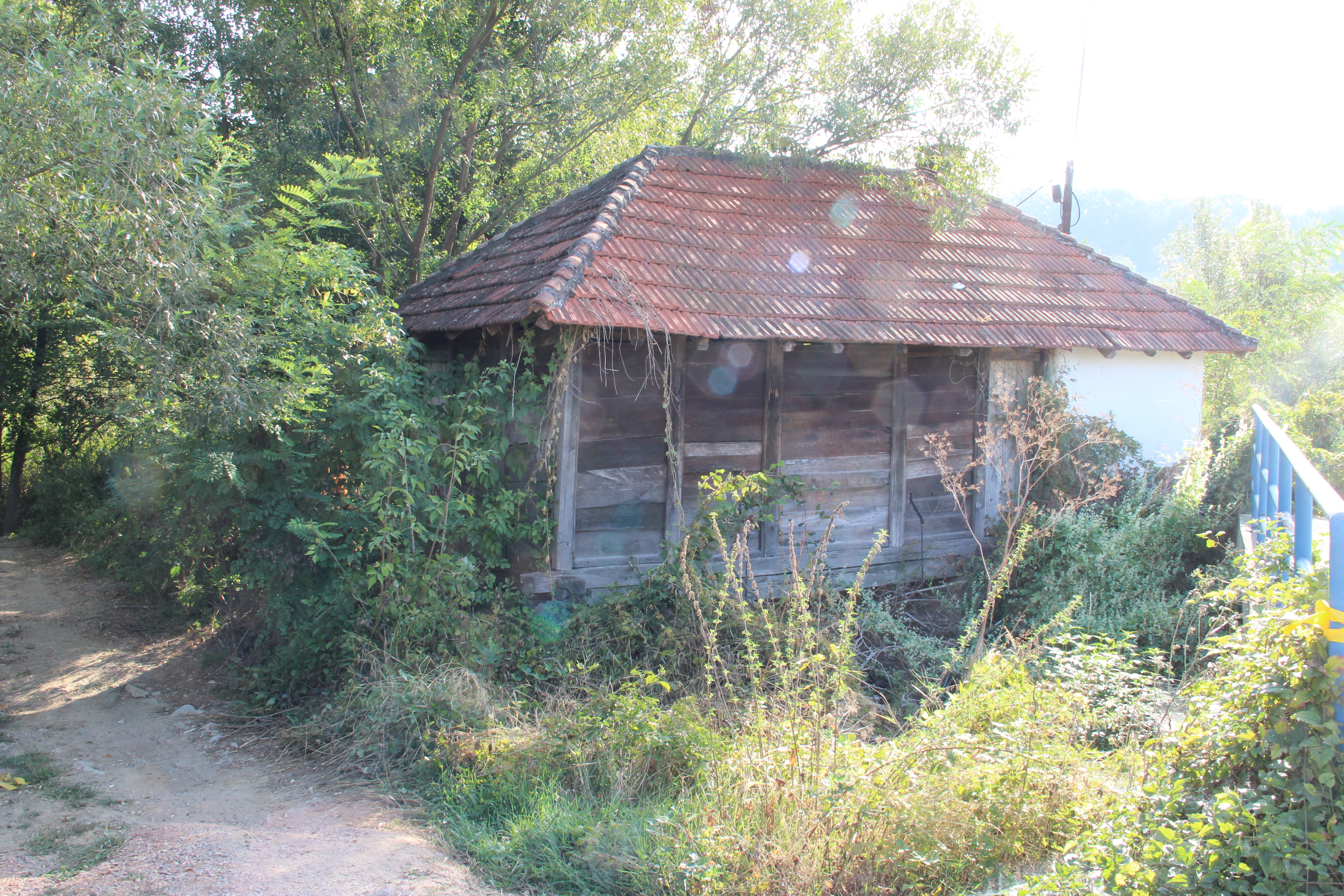
Virovac - Mill
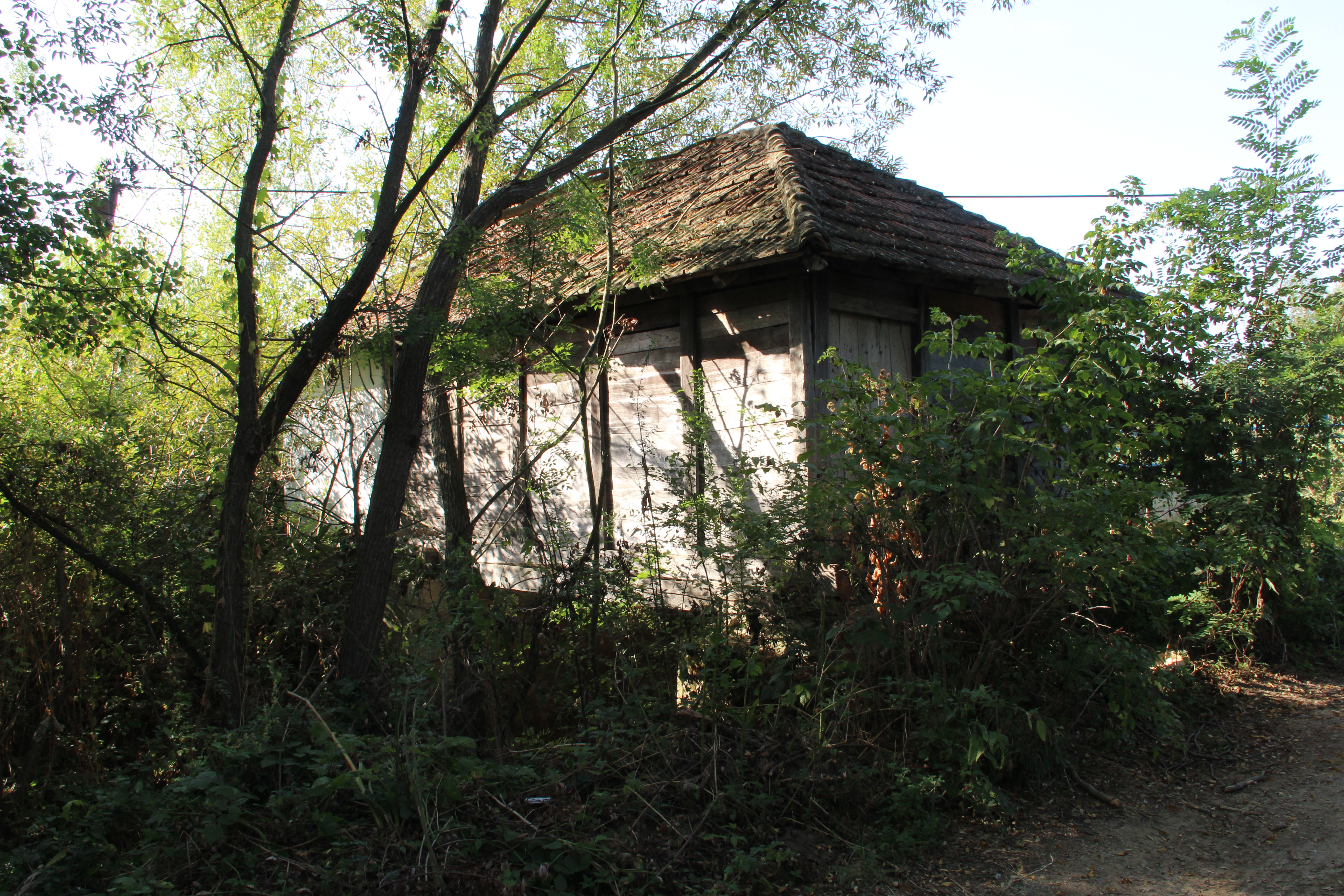
Virovac - Mill
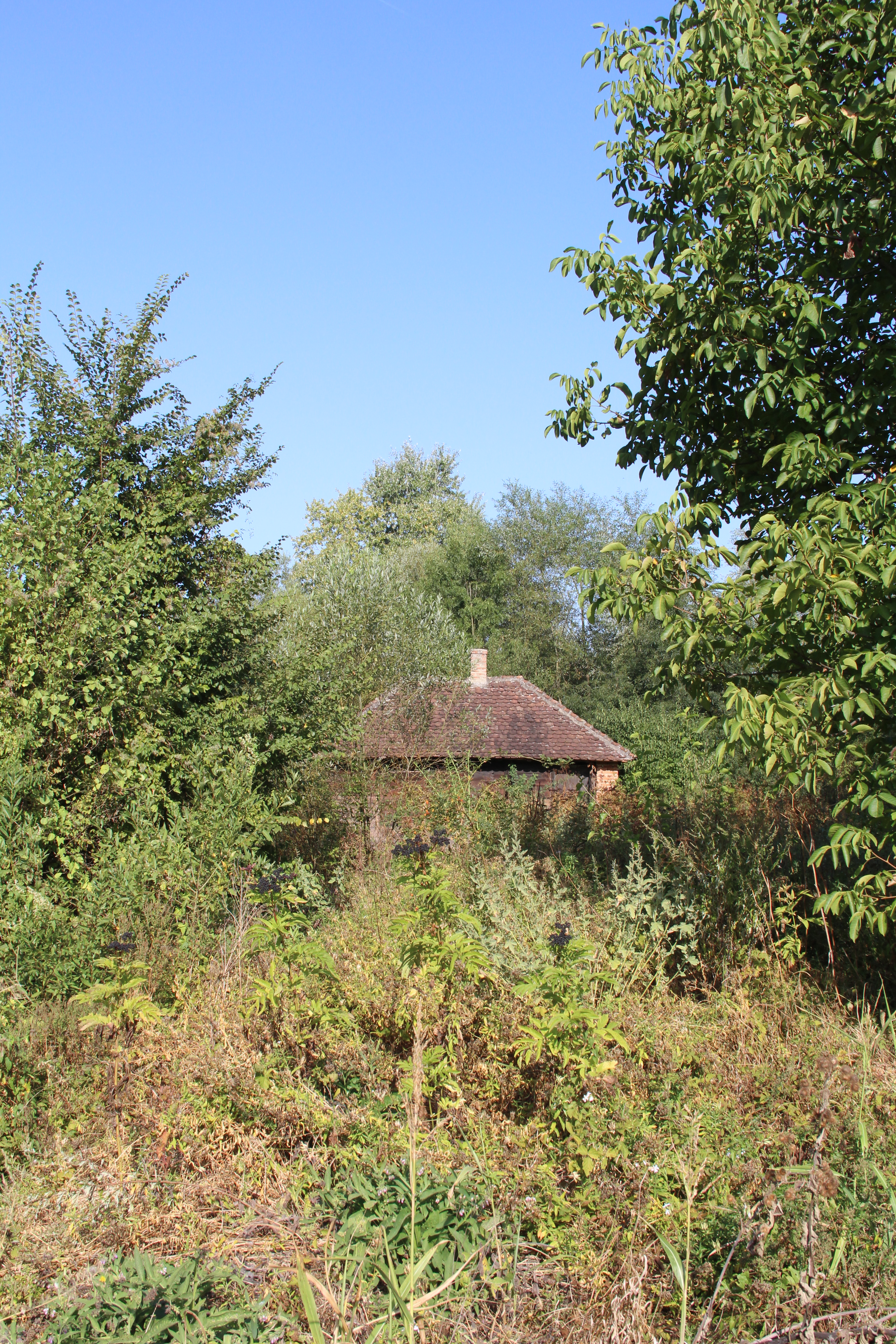
Virovac - Mill

## Demografia
| 1948 | 1953 | 1961 | 1971 | 1981 | 1991 | 2002 | 2011 |
| ---- | ---- | ---- | ---- | ---- | ---- | ---- | ---- |
| 900  | 927  | 826  | 748  | 674  | 531  | 419  | 348  |